# Attentat de la mosquée de Bærum
L’attentat de la mosquée de Bærum est une tentative d’attaque terroriste qui a eu lieu le 10 août 2019 à environ 16 h au sein du centre islamique Al-Noor à Bærum, à l’ouest d’Oslo, la capitale de la Norvège.
Ce jour-là, un Norvégien âgé de 21 ans, nommé Philip Manshaus, abat au fusil sa demi-sœur de 17 ans d’origine asiatique. Vêtu d’un gilet pare-balles, d’un casque, équipé d’une caméra, armé de deux fusils et un fusil de chasse à double canon, il se rend ensuite à la mosquée Al-Noor.
En arrivant à l’entrée de la mosquée, Manshaus ouvre le feu à travers la porte vitrée, il tire ensuite à de nombreuses reprises à l’intérieur du centre, ne touchant personne ; il est ensuite attaqué par Mohammad Rafiq, 65 ans, dans le but de désarmer le tireur. La lutte aura raison de Manshaus, ce dernier sera immobilisé jusqu’à l’arrivée de la police.
Se réclamant de la mouvance néo-nazi, et ayant rendu hommage à d'autres terroristes d'extrême droite, l'attaquant est condamné le 11 juin 2020 à 21 ans de détention (« Forvaring ») , avec une peine minimale de 14 ans, une peine de prison prolongeable indéfiniment, la perpétuité n’existant pas en Norvège. Cette fusillade survient dans un contexte de recrudescence d'attaques menées par des suprémacistes blancs ; notamment aux États-Unis et en Nouvelle-Zélande, où 51 fidèles musulmans avaient été tués en mars de la même année, lors des attentats de Christchurch.

## Déroulement

### Meurtre de sa sœur
Avant de se rendre au centre islamique Al-noor, Philip Manshaus assassine à bout portant au fusil sa demi-sœur, nommée Johanne Zhangjia Ihle-Hansen, qui avait été adoptée en Chine par la petite amie du père de Manshaus. L’adolescente a reçu trois balles dans la tête et une dans la poitrine. Son corps a été retrouvé chez elle, sur son lit, après l’arrestation de l’assaillant à la mosquée. Le meurtre de la jeune fille a eu lieu vers 14 h 35. Par ailleurs, lors de son interrogatoire, Manshaus a expliqué qu’il avait abattu sa sœur uniquement, car elle n’était pas d’origine nordique.
Lors de l’interrogatoire, Manshaus a expliqué qu’il avait pointé sa sœur avec le fusil et s’est exclamé : « Maintenant, ça suffit ! ». Il a ensuite tiré les quatre coups de feu. Manshaus a ensuite recouvert le cadavre de sa demi-sœur avec une couette, avant de quitter sa chambre.
Avant de prendre sa voiture, Manshaus s’équipe d’une médaille bleue de l’OTAN, un chapeau bleu foncé, des gants noirs, d’un gilet pare-balles, un pantalon militaire vert, des protège-tibias et des genouillères, une coudière, des bouchons d’oreilles, une ceinture de cartouche, un casque militaire vert et des bottes. Également, l’auteur portait une caméra GoPro attachée à son casque et a filmé l’attaque. Il avait prévu de diffuser l’attaque en direct sur Facebook, mais cela a échoué,.

### Fusillade
À 15 h 59, Manshaus sort de sa voiture, une Nissan Leaf blanche appartenant à sa belle-mère, devant le centre islamique, il tente d’abord d’entrer par la porte principale ; ayant remarqué qu’un verrou à code bloque la porte, il se dirige vers une autre porte, il y tire quatre coups et pénètre à l’intérieur de l’édifice.
À l’intérieur de la mosquée, seulement trois personnes étaient présentes, la prière venant de se terminer. Selon un responsable du centre Al-Noor, quinze personnes s’y trouvaient dix minutes avant l’attaque. Et un millier de personnes étaient attendues, le dimanche 11 août, pour le premier jour des célébrations de l’Aïd al-Adha.
Dans la salle de prière de la mosquée se tenaient trois personnes, deux Pakistanais, Mohammed Rafiq, 65 ans, Mohammed Iqbal Javed, 76 ans, ainsi qu’un Afghan de 40 ans. Manshaus ouvre le feu en direction de Iqbal Javed, mais rate le coup de feu, il tire ensuite avec son fusil de chasse sur les trois fidèles, ratant tous ses tirs. Par la suite, Manshaus est maîtrisé par Mohammed Rafiq, qui, avant d’être membre du Centre islamique Al-Noor, avait été soldat dans l’armée de l’air pakistanaise.
L’incident a d’abord été signalé comme non prioritaire par la police, car les appelants ont eu du mal à faire comprendre la situation à l’opérateur en raison de leur faible maîtrise de la langue norvégienne. Les services de police se sont dirigés vers le lieu de la fusillade vers 16 h 11, huit voitures de patrouille et 25 unités de police étaient présentes. En outre, deux hélicoptères ont également été déployés sur place pendant la mission. À 16 h 42, la police annonce via le réseau social Twitter que l’assaillant a été arrêté.
Les deux autres personnes présentes ont pareillement prêté main-forte durant la bagarre, qui a duré plus de 23 minutes avant que l’agresseur ne soit appréhendé par la police. Alors que Manshaus se battait avec Mohammed Rafiq, Javed a utilisé la crosse du fusil de chasse pour frapper Manshaus à l’arrière de la tête. Jahved et la troisième personne ont couru hors de la pièce principale pour demander de l’aide. Manshaus était étranglé lorsque la police est arrivée à la mosquée dans les alentour de 16 h 27.

### Victimes
La demi-sœur de Manshaus, Johanne Zhangjia Ihle-Hansen, âgée de 17 ans, a été retrouvée morte dans leur maison familiale par la police, elle est la seule victime de l'attaque de Philip Manshaus.
Johanne Zhangjia Ihle-Hansen, est née à Jiangxi dans le nord-ouest de la Chine le 18 juin 2002. Cette ville est située dans le Xian de Xihe, dans la préfecture de Longnan, dans la province de Gansu. Le père et la belle-mère de Philip Manshaus l’ont adoptée en Chine en mars 2003 alors qu’elle avait neuf mois.
Des messages jusqu’alors inconnus que Johanne a envoyés à son petit ami de l’époque sur Discord, en anglais, montrent qu’elle était très inquiète de l’attitude du terroriste. Dans les messages, Johanne exprime sa frustration que Manshaus parle avec condescendance des juifs et des musulmans. En outre, elle s’est dite préoccupée par le fait que le Manshaus veuille s’engager dans des activités militantes en raison de ses attitudes. Dans l'un des derniers messages écrits le 28 juin 2019, Johanne écrit :

« Philip est tellement raciste et haineux. Je ne me sens pas en sécurité. Il écoute un discours sur la saleté et la méchanceté des Chinois en tant que race. Pouvez-vous comprendre ce que je vis ? C’est fou. »

— Johanne Zhangjia Ihle-Hansen.

## Réactions et conséquences

### Réponses nationales

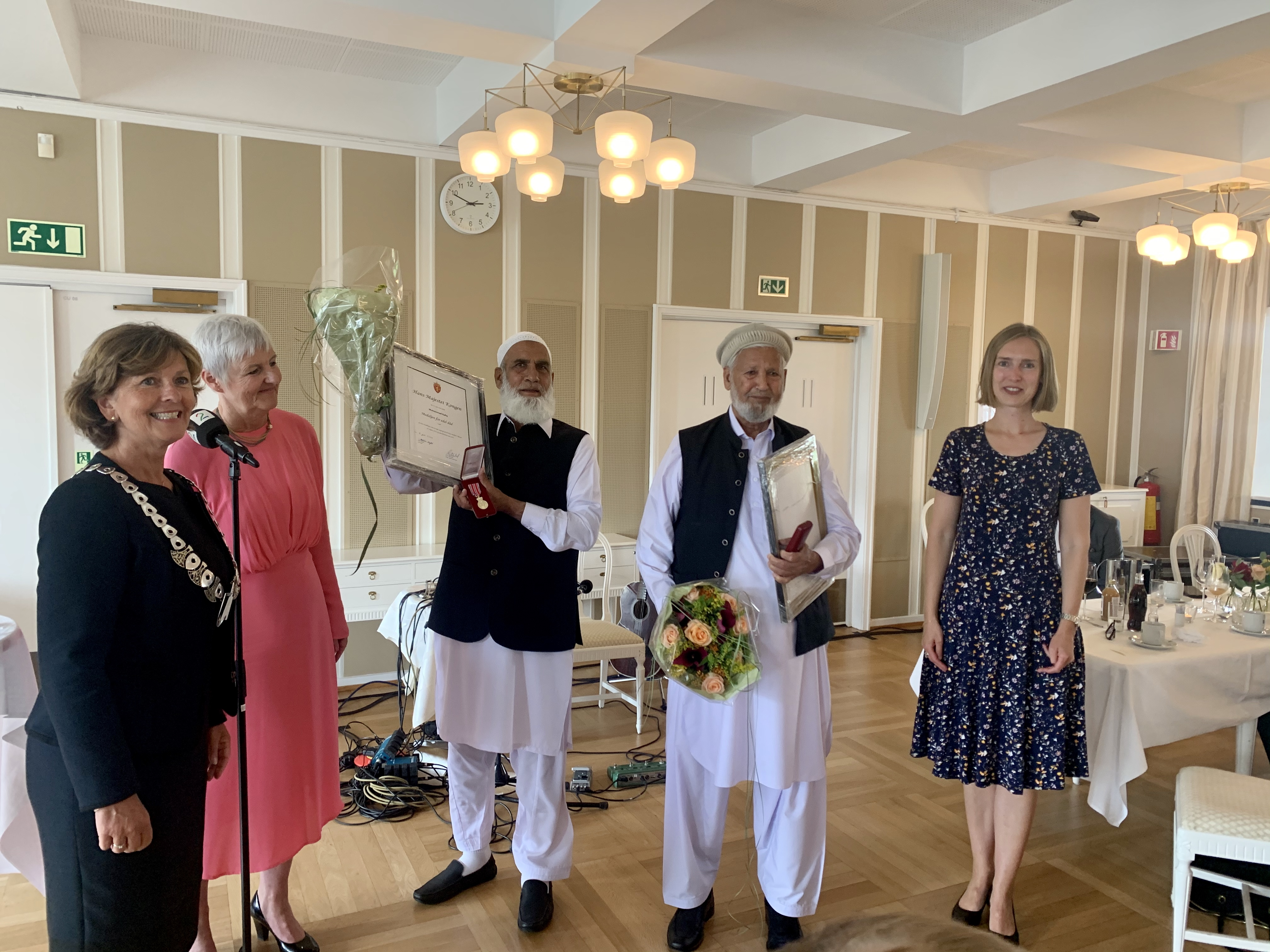
Mohammed Rafiq et Mohammed Iqbal Javed décorés de la Médaille pour actes héroïques par Iselin Nybø, la ministre du Commerce et de l’Industrie.

Le Ministre de la Justice et de la Sécurité publique, Jøran Kallmyr a fermement l’attaque contre la mosquée de Bærum. Le district de police d’Oslo a annoncé qu’il mettrait en place des mesures de sécurité supplémentaires, à la fois sous la forme d’une présence accrue et d’une augmentation du personnel, à l’occasion du dimanche de l’Aïd al-Adha.
Le lendemain de l'attaque, la Première ministre Erna Solberg, le ministre de la Justice et de l’Immigration, Jøran Kallmyr, la ministre de la Culture et de l’Égalité, Trine Skei Grande, le ministre de l’Éducation et de l’Intégration, Jan Tore Sanner, et le ministre de l’Enfance et de la Famille, Kjell Ingolf Ropstad, ont participé à la célébration de l’Aïd ul-Adha à la mosquée islamique sunnite somalienne Tawfiiq a Oslo.
La Première ministre norvégienne s’est adressée aux personnes présentes lors de la célébration :

« Aujourd’hui, les musulmans de toute la Norvège célèbrent l’Aïd avec leurs proches. C’est une célébration que beaucoup attendaient avec impatience, mais l’attaque de la mosquée de Bærum crée la peur et l’agitation. C’était une attaque contre les musulmans. Une attaque contre le droit de chacun de croire en son dieu. C’était une attaque contre la Norvège, sur les Norvégiens ayant des racines dans d’autres pays, et les Norvégiens affiliés à l’islam.
Je tiens à rendre hommage à Mohammed Raafiq, qui a fait preuve d’un grand courage personnel et a empêché une attaque terroriste, j’ai eu l’honneur de le remercier personnellement aujourd’hui matin. Aujourd’hui, nous sommes aux côtés des musulmans norvégiens pour condamner l’attaque et défendre le droit de croire en toute sécurité en qui vous voulez et en ce que vous voulez en Norvège.
Souvenons-nous des paroles du 22 juillet : « Si un homme peut montrer tant de haine, pensez à combien d’amour, nous pouvons montrer ensemble »

— Erna Solberg, Première ministre de Norvège.
Le 11 août 2019, le ministre de la Justice et de l’Immigration, Jøran Kallmyr, a déclaré qu’il était important de lutter contre l'islamophobie en toute connaissance de cause L’objectif est de prévenir et de prévenir le racisme et la discrimination à l’égard des musulmans et des personnes qui sont supposées être musulmanes. Le 11 décembre 2019, Gouvernement Solberg a présenté un plan d’action contre le racisme et la discrimination fondés sur l’appartenance ethnique et la religion.
Également, Muhammad Rafiq et Mohammad Iqbal, qui ont maîtrisé Philip Manshaus dans la mosquée Al-Noor à Bærum, ont reçu la médaille pour actes héroïques respectivement au nom du gouvernement norvégien, la ministre du Commerce et de l’Industrie, Iselin Nybø, a remis les médailles lors d’un sermonne à l’hôtel de ville de Bærum le 10 août 2019.
Le 22 août 2019, le prince héritier Haakon de Norvège s’est rendu au centre islamique Al-Noor à Bærum. Au cours de la visite qui a suivi, le prince héritier s’est entretenu avec des représentants du Conseil islamique de Norvège et de la mosquée al-Noor, et a entendu et les réflexions de la communauté musulmane de Norvège à la lumière de l’attaque. Le prince héritier a fait la déclaration suivante au cours de sa visite : « Tout le monde dans la société norvégienne doit se sentir en sécurité. Dans la communauté locale, mais bien sûr aussi dans la pratique de sa religion ».

### Réponses internationales
Le 30 août 2019, le ministre turc des Affaires étrangères Mevlüt Çavuşoğlu, l’ambassadeur de Turquie en Norvège Fazlı Çorman, ainsi que l’ambassadeur du Pakistan en Norvège Zaheer Pervaiz Khan ont visité la mosquée Al-Noor, ils ont rencontré la direction de la mosquée et ont exprimé leurs condoléances et leur souhait que la mosquée mette rapidement l’attaque derrière elle, Çavuşoğlu a également remercié les autorités norvégiennes.

### Hommages et funérailles
Johanne Zhangjia Ihle-Hansen a été enterrée le 4 septembre 2019 au crématorium Haslum à Bærum. Le ministre de la Justice et de l’Immigration, Jøran Kallmyr, et la maire de Bærum, Lisbeth Hammer Krog était présent aux funérailles. Des représentants de la mosquée Al-Noor y ont pareillement participé, notamment Mohammed Rafiq, ainsi que Mohammed Iqbal Javed. Amna Moammar, un représentant de la mosquée, prononcera ses condoléances : « On se souviendra toujours d’elle comme d’une fille courageuse et aimante. C’est une héroïne qui a probablement évité la perte de plus de vies que la sienne ce jour-là », a-t-elle déclaré aux participants ». Plus de 400 personnes personnes étaient présentes lors des funérailles.
Le 9 octobre 2019, une célébration aux chandelles a eu lieu à l’extérieur du Storting à la mémoire de Johanne Zhangjia Ihle-Hansen, le Centre antiraciste, Norwegian People’s Aid et l’UAPU –Foreign Adoptees' Political Committee qui sont à l’origine de l’événement. Près de 3 500 personnes personnes ont manifesté leur intérêt pour la commémoration.
Le 6 septembre 2019, un rassemblement de Norvégiens de confession chrétienne a eu lieu sur les lieux de la fusillade, dans le cadre d’une lutte commune pour une pratique religieuse sûre, sous forme de pancarte.

## Enquête policière
Après l’arrestation de Philip Manshaus, la police a saisi un certain nombre de téléphones portables et un ordinateur personnel, et a vérifié les communications sur plusieurs réseaux de données sans fil. Il n’y a aucune trace électronique dans la saisie de l’ordinateur indiquant qu'il avait des complices ou des partisans.
Le fusil Remington de calibre 22, avec lequel il a tué sa sœur, a été retrouvé dans la voiture. Sur le siège arrière se trouvait une boîte avec 43 cartouches, l’une des ceintures de cartouches avait 22 cartouches, les enquêteurs ont collecté 50 cartouches de fusil. Philip Manshaus avait ainsi attaqué armer de trois armes à feu et de plus de 100 cartouches. Dans la voiture se trouvait également une note sur les Attentats d'Oslo et d'Utøya. Les interrogatoires ont commencé tard dans la nuit du 11 août, mais à l’aube, Philip Manshaus a refusé d’être interrogé par la police.

### Relations avec la mouvance néonazie
Le 21 septembre 2019, Philip Manshaus avait été en contact avec l’organisation néonazie du Mouvement de résistance nordique. L’organisation confirma que Manshaus a assisté à une réunion de recrutement, mais qu’il n’en est pas devenu membre. La radicalisation de Manshaus s’est produite environ deux ans avant l’attaque terroriste.
Le 20 juin 2019, Manshaus avait fait une demande d’adhésion à l’organisation, par courriel. Le 23 juin, il a reçu une réponse du chef du MRN Norvégien, Tommy Olsen, qui le redirige vers le gestionnaire des recrutements, Eskil Nielsen. Une réunion fut organisée le 11 juillet 2019, dans le centre d’Oslo. Ce dernier a envoyé un rappel par courriel, le 28 juillet 2019, mais n’aura jamais reçu de réponse de l’organisation,.

## Procès
Philip Manshaus est né le 29 août 1997 à Oslo. Il a grandi à Eiksmarka à Bærum et a ensuite vécu à Oslo ; Il était le plus jeune d’une fratrie de trois enfants. Ses parents ont divorcé quand il avait quatre ans, sa mère décède un mois après le divorce. Son père dirigeait une entreprise de sculpture sur bois, où son fils Philip travaillait également. Ce dernier vivait à Oslo au moment de son arrestation et travaillait auparavant dans un bureau de vente à Oslo. Lors de la réunion de détention, Manshaus a déclaré qu’il était « bûcheron » de profession,.
Au cours du procès, Manshaus a expliqué qu’il avait grandi avec une vision athée de la vie, mais qu’il s'était converti au Læstadianisme, vers 2018. Selon une de ses connaissances, il avait une vision conservatrice des femmes, des idées antiféministes et étaient sceptiques à l’égard de l’immigration.
Des années précédant la fusillade, Manshaus fréquentait des sites Web extrémistes tels que 4chan et 8kun. Manshaus a décrit sa propre transformation après avoir recherché des sites Web au contenu néonazi et aux théories du complot.
Le lundi 12 août 2019, le tribunal de district d’Oslo a rendu une décision ordonnant la détention de l’auteur présumé pendant quatre semaines au Centre pénitentiaire d'Ila, jusqu’au 9 septembre 2019. Deux de ces semaines ont été consacrées à l’isolement complet. Il a également été interdit de lettres et de visites.
Le 13 novembre 2019, la police a saisi la fortune d’un million de dollars de Philip Manshaus afin d’assurer le paiement d’une indemnisation et d’une réparation à la famille endeuillée. Il s’agit notamment de la moitié d’un appartement à Oslo que lui et un membre de sa famille ont acheté en novembre 2016 pour 5,9 millions de Couronnes norvégiennes (environ 500 000 €). Manshaus est allé devant les tribunaux pour arrêter la saisie, mais a perdu devant le tribunal de district d’Oslo le 15 novembre 2019.
Le 11 juin 2020, le tribunal de district d’Asker et de Bærum a rendu un jugement dans cette affaire. Manhaus a été reconnu coupable à la fois du meurtre de sa sœur et des attaques terroristes contre la mosquée et le tribunal a conclu qu’il était criminellement sain d’esprit lorsque les actes ont été commis. Il a été condamné à 21 ans Forvaving, avec une peine minimale de 14 ans.
Manshaus a plaidé non coupable aux accusations de terrorisme et de meurtre portées contre lui, mais a admis que les faits de l’affaire étaient vrais. Ce dernier déclarera lors du procès qu’il ne regrettait pas ses actes, qui étaient en « légitime défense » et ne reconnaissait pas le droit du tribunal de le condamner,.